# Google Fotos
Google Fotos (del inglés Google Photos) es una aplicación informática de  intercambio de fotografía y de vídeo y servicio de almacenamiento de Google. Se anunció en mayo de 2015 y se separó de Google+, la anterior red social de la compañía. El 14 de febrero de 2016 sustituyó a Picasa, siendo Google Fotos el único organizador de fotografías de Google.
En 2019, Google Fotos llegó a los mil millones de usuarios.

## Servicio
Google Fotos es un intercambiador de fotos y de vídeo y servicio de almacenamiento de Google. Sus características fundamentales fueron incorporados previamente en Google+, la red social de la compañía. Incluye fotos y almacenamiento de vídeo ilimitados en la aplicación para Android, iOS, y en el navegador. La aplicación crea una copia de seguridad de las fotos para el servicio en la nube, y se hacen accesibles entre todos sus dispositivos conectados al servicio.
El servicio Fotos analiza y organiza las imágenes en grupos y se puede identificar características tales como playas, skylines, o "tormentas de nieve en Toronto". Desde la ventana de búsqueda de la aplicación, a los usuarios se le muestran búsquedas potenciales para grupos de fotos en tres grandes categorías: People, Places y Things. El servicio analiza las fotos de la cara y las similares las agrupa juntas en la categoría de People. Places utiliza los datos del etiquetado geográfico, pero también puede determinar ubicaciones en imágenes de más edad mediante el análisis de los principales puntos de referencia (por ejemplo, las fotos que contienen la Torre Eiffel). Things es la categoría procesada por las fotos de diferentes temas: cumpleaños, edificios, gatos, conciertos, comida, graduaciones, carteles, pantallas, etc. Los usuarios pueden eliminar manualmente los errores de categorización.
Los beneficiarios de las imágenes compartidas pueden ver las galerías web sin necesidad de descargar la aplicación. Los usuarios pueden pasar sus dedos por la pantalla para ajustar la configuración de edición de fotos del servicio, en lugar de utilizar controles deslizantes. Las imágenes pueden ser fácilmente compartidos con las redes sociales (Google+,  Facebook, Twitter) y otros servicios. La aplicación genera enlaces a las webs tanto para los usuarios de Google Fotos como otros en general.
El almacenamiento ilimitado admite imágenes de hasta 16 megapíxels y vídeos de hasta 1080p, las resoluciones máximas para los usuarios de teléfonos inteligentes en promedio del 2015. Los archivos más grandes utilizan el espacio de almacenamiento de Google Drive. Las fotografías de mayor tamaño, por lo general tomadas por las cámaras réflex digitales, se pueden cargar de forma manual a través del navegador web Google Chrome, o utilizando una aplicación como SyncDocs que puede transferir directamente fotografías de tarjetas de memoria de la cámara a Google Fotos.
El 11 de noviembre de 2020 Google anunció el fin del almacenamiento ilimitado gratuito de Google Fotos. A partir de junio de 2021 el espacio gratuito se limitó a 15 GB, espacio compartido con otros servicios de Google como Gmail o Drive.

## Funciones
La aplicación contiene diversas funciones con tal de facilitar su uso al usuario y que este, gracias a dichas funciones, tenga disponibilidad a ciertas herramientas que permiten manipular el contenido de la aplicación a su gusto.
Dichas funciones sonː
- Liberación de espacioː Gracias a la copia de seguridad que realiza la aplicación del contenido multimedia del dispositivo, esta función permite la liberación de todo el espacio de almacenamiento que ocupan los archivos multimedia. De esta manera el usuario no se tiene que preocupar por quedarse sin espacio de almacenamiento en su dispositivo.
- Búsqueda visualː Esta función permite la búsqueda de fotografías según las personas, los lugares o las cosas que aparezcan en ellas, sin necesidad de etiquetarlas.
- Creación automática de archivosː Esta función permite la creación automática de películas, collages, animaciones, panorámicas y mucho más a partir de las fotos del usuario. El usuario también puede realizar estas creaciones manualmente. Ahora también se pueden almacenar, ver y compartir fotos en movimiento.
- Edición avanzadaː Esta función permite, mediante sus herramientas de edición, mejorar las fotos y darles vida. Se puede ajustar la luz, el contraste, el color y la viñeta, como también permite al usuario elegir entre 14 filtros para dar otro aspecto a sus fotografías.
- Álbumes automáticos inteligentesː La aplicación crea automáticamente un álbum con las mejores fotos después de un evento o viaje, y da la opción a que otros usuarios añadan sus fotos.
- Compartir en segundosː Esta función permite compartir fotos al instante con cualquier contacto, correo electrónico o número de teléfono, directamente desde la aplicación.
- Bibliotecas compartidasː Esta función permite al usuario proporcionar acceso a otros usuarios a algunas de sus fotos, como aquellas en las que aparecen.
- Redescubreː Esta función recolecta automáticamente fotos de otros años en collages y se los muestra al usuario.
- Retransmiteː Esta función permite al usuario disfrutar de sus fotos y vídeos en la televisión gracias a la compatibilidad con Chromecast.